# Edith Balfour Lyttelton
Edith Sophy Lyttelton (née Balfour; 4 avril 1865 - 2 septembre 1948) est une romancière britannique, dramaturge, spiritualiste et activiste lors de la Première Guerre mondiale.

## Biographie
Elle est née à Saint-Pétersbourg, la fille aînée d'Archibald Balfour, homme d'affaires et marchand londonien dans l'Empire russe, et de Sophia "Sophy" Weguelin, fille du député Thomas Matthias Weguelin. Edith fait ses études en privé et évolue dans le cercle aristocratique d'amis connu sous le nom de " The Souls ", qui comprenait Arthur Balfour, George Curzon, Margot Tennant (plus tard Asquith) et Alfred Lyttelton, qu'elle épouse. Ensemble, ils ont deux enfants, dont Oliver Lyttelton (plus tard 1er vicomte Chandos).

## Activisme
Au cours de leur visite en Afrique du Sud en 1900, elle développe une haute estime pour Alfred Milner, et aide à établir la Ligue Victoria en 1901 avec Violet Markham et Violet Cecil pour promouvoir la vision impériale prônée par Milner. La Ligue réunit des femmes de haut rang de différents bords politiques sur le terrain commun de l'empire. Elle en est la secrétaire honoraire et soutient également la Women's Tariff Reform Association.
Elle siège à l'exécutif du National Union of Women Workers (fondé en 1895) et comme présidente de la Personal Service Association (fondée en 1908, pour soulager la détresse causée par le chômage à Londres). Au début de la Première Guerre mondiale, elle est fondatrice du War Refugees Committee. Elle est ensuite nommée directrice adjointe de la Direction des femmes du ministère de l'Agriculture en 1917, siège au Comité central de l'emploi des femmes de 1916 à 1925 et en tant que vice-présidente du Waste Reclamation Trade Board de 1924 à 1931. Elle est également déléguée britannique à Genève auprès de la Société des Nations en 1923, 1926-1928 et 1931 .

## Spiritisme
Après la mort de son mari en 1913, elle s'est intéressée au spiritualisme et est membre et présidente de 1933 à 1934 du conseil de la Society for Psychical Research. Le spiritualisme a fortement influencé ses œuvres, The Faculty of Communion (1925), Our Superconscious Mind (1931) et Some Cases of Prediction (1937), ainsi que sa biographie de Florence Upton (1926).

## Littérature
Elle a écrit un roman, The Sinclair Family (1926), un récit de ses voyages en Extrême-Orient et en Inde, Traveling Days (1933), et publie une biographie de son mari en mars 1917. Parmi ses sept pièces, deux ont été inspirées par sa campagne contre la misère, Warp and Woof et The Thumbscrew.
Elle traduit également Les deux pierrots d'Edmond Rostand. Elle est encouragée par son étroite amitié avec George Bernard Shaw et Mrs Patrick Campbell. Après 1918, elle fait également pression pour la fondation d'un théâtre national à Londres et est membre du comité exécutif du Shakespeare Memorial National Theatre.

## Honneurs
En août 1917, elle est parmi le premier groupe de personnes honorées après la création de l'Ordre de l'Empire britannique par le roi George V, lorsqu'elle est nommée Dame Commandeur de l'Ordre (DBE) pour son travail avec les réfugiés. Elle est nommée Dame Grand croix de l'Ordre de l'Empire britannique (GBE) dans les honneurs du Nouvel An 1929, pour les services publics.

## Vie privée
Elle s'est mariée dans la famille Lyttelton en tant que deuxième épouse de l'hon. Alfred Lyttelton, le huitième fils de George Lyttelton (4e baron Lyttelton). Ils se sont mariés à Bordighera sur la Riviera italienne le 18 avril 1892, six ans après la mort de sa première femme, Octavia Laura Tennant (fille de Sir Charles Tennant), décédée après seulement un an de mariage.
Ils ont trois enfants :
- Oliver Lyttelton (15 mars 1893 - 21 janvier 1972)
- Mary Frances Lyttelton (1er juillet 1895 - 24 octobre 1982), mariée en 1928 à Sir George Craik, 2e baronnet
- Anthony George Lyttelton (3 juin 1900 - 17 décembre 1901)

Son mari est décédé en 1913. Dame Edith est décédée en septembre 1948 à son domicile de Westminster, à l'âge de 83 ans.